# Masalia nigrolineata
Masalia nigrolineata är en fjärilsart som beskrevs av Aurivillius 1925. Masalia nigrolineata ingår i släktet Masalia och familjen nattflyn. Inga underarter finns listade i Catalogue of Life.